# 53e régiment de marche
Pour les articles homonymes, voir 53e régiment.
Le 53e régiment d'infanterie de marche (ou 53e régiment de marche) est un régiment d'infanterie français, qui a participé à la guerre franco-allemande de 1870.

## Création et différentes dénominations
- 9 novembre 1870 : formation du 53e régiment d'infanterie de marche
- fin mars 1871 : fusion dans le 53e régiment d'infanterie de ligne

## Chef de corps
Le 53e de marche est commandé par le lieutenant-colonel Abel Charles Auguste Bremens du 9 novembre 1870 jusqu'à sa fusion dans le 53e de ligne en mars 1871,,.

## Historique
Le régiment est formé le 6 novembre 1870 à Nevers, à trois bataillons de six compagnies.
Le 53e de marche est affecté à la 3e division du 18e corps d'armée de la 1re armée de la Loire. En janvier, la 1re armée de la Loire devient armée de l'Est et le 53e de marche reste à la 3e division du 18e corps.
Le régiment est interné en Suisse le 1er février 1871,.
Il fusionne fin mars 1871 dans le 53e régiment d'infanterie de ligne, qui part peu après en Algérie.